# Parafia św. Jacka i św. Marii Magdaleny w Kroczycach
Parafia Świętego Jacka i Świętej Marii Magdaleny – parafia rzymskokatolicka w Kroczycach (diecezja kielecka, dekanat lelowski). Erygowana w XIII wieku. Mieści się przy ulicy 1 Maja. Duszpasterstwo w niej prowadzą księża diecezjalni.